# Ferrovia transcontinentale

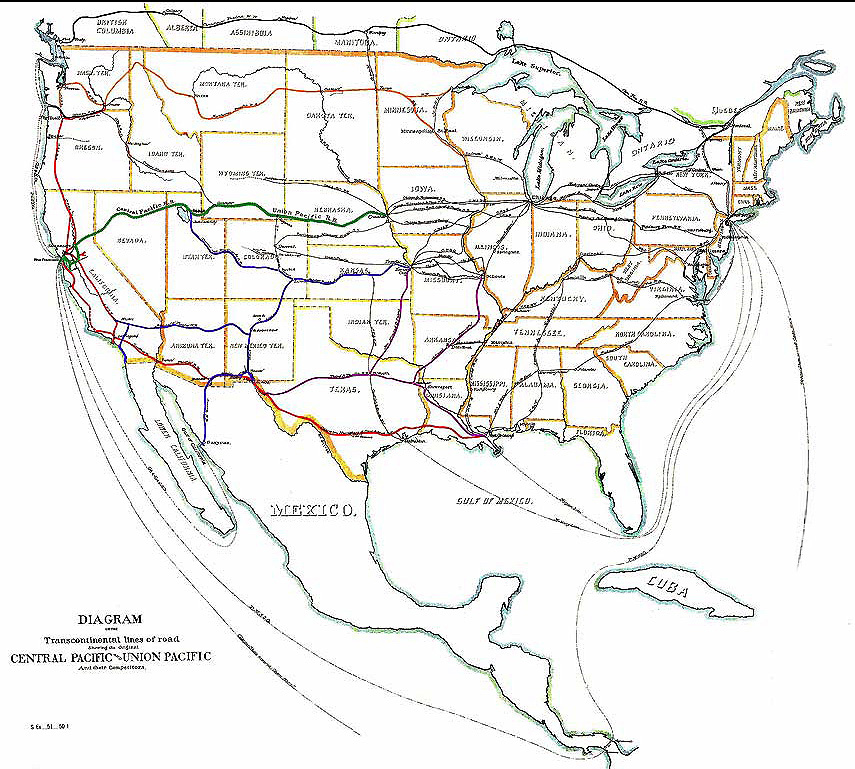
Mappa delle ferrovie transcontinentali degli Stati Uniti d'America e nei pressi nel 1887

Una ferrovia transcontinentale è una rete contigua di binari ferroviari che attraversa una massa continentale con terminali in diversi oceani o frontiere continentali. Tali reti possono essere attraverso i binari di una singola ferrovia o di quelle possedute o controllate da più compagnie ferroviarie lungo un percorso continuo. Sebbene l'Europa sia attraversata dalle ferrovie, le ferrovie all'interno dell'Europa non sono generalmente considerate transcontinentali, con la possibile eccezione dello storico Orient Express.
Le ferrovie transcontinentali hanno contribuito ad aprire regioni interne disabitate di continenti a esplorazioni e insediamenti che altrimenti non sarebbero stati possibili. In molti casi hanno anche formato le dorsali delle reti di trasporto passeggeri e merci transnazionali.